# ビッグ・ボーイ
ビッグ・ボーイ（英: Big Boi、1975年2月1日 - ）とは、アメリカ合衆国ジョージア州アトランタ出身のラッパーである。本名は、アントワン・アンドレ・パットン。
人気ヒップホップデュオ、アウトキャストの一人として人気を博す。これまでに16回グラミー賞にノミネートされた経験を持ち、その内6回を受賞。アウトキャスト名義での作品も含めると、アルバムトータルセールスは、全米だけで2200万枚以上を誇る。現在はアウトキャストが活動休止状態のためソロ活動に専念しており、2010年にはソロデビューアルバム『Sir Lucious Left Foot: The Son of Chico Dusty』をリリースした。

## ディスコグラフィー

### アルバム
| 2010                                      | Sir Lucious Left Foot: The Son of Chico Dusty | - 発売日: 2010年7月6日 - レーベル: Purple Ribbon, Def Jam - フォーマット: CD, LP, digital download - 全米売上: 17.5万枚  | 3  | 33 | 20 | 14 | 99 | 80 |  |
| 2012                                      | Vicious Lies and Dangerous Rumors             | - 発売日: 2012年12月11日 - レーベル: Purple Ribbon, Def Jam - フォーマット: CD, LP, digital download - 全米売上: 6.1万枚 | 34 | —  | —  | —  | —  | —  |  |
| 2017                                      | Boomiverse                                    | - 発売日: 2017年6月16日 - レーベル: Epic - フォーマット: CD, LP, cassette, digital download                              | 28 | —  | 76 | —  | —  | —  |  |
| "—"は未発売またはチャート圏外を意味する。 |                                               | |    |    |    |    |    |    |  |

### ミックステープ
- Mixtape for Dummies: A Guide to Global Greatness - 2010年7月2日発表